# Ukrajina na Dječjoj pjesmi Eurovizije
Ukrajina se prvi put na Dječjoj pjesmi Eurovizije pojavila 2006. 

## Predstavnici
- 2006.: Nazar Slyusarchuk | Hlopchyck Rock N Roll (Rock N Roll dječak) | 9. mjesto (58 bodova)
- 2007.: Ilona Galitskaya | Urok hlamuru (Ruke gore) | 9. (56 bodova)
- 2008.: Victoria Petryk | Matrosy (Mornari) | 2. mjesto (135 bodova)
- 2009.: Andranik Aleksanyan | Tri topoli, tri surmy | 5.mjesto (89 bodova)
- 2010.: Yuliya Gurska |Miy litak  | 14.mjesto (28 bodova)
- 2011.: Kristall | Evropa | 11.mjesto (42 bodova)
- 2012.: Anastasiya Petrik | Nebo | 1.mjesto (138 bodova)
- 2013.: Sofia Tarasova | We are one | 2.mjesto (121 bod)
- 2014.: Sympho-Nick | Pryyde vesna | 6.mjesto (74 bodova)
- 2015.: Anna Trincher | Pochny z sebe | 11.mjesto (38 bodova)
- 2016.: Sofia Rol' | Planet Craves for Love | 14.mjesto (30 bodova)
- 2017.: Anastasija Bagins'ka | Don't Stop | 7.mjesto (147 bodova)
- 2018.: Daryna Krasnovec'ka | Say Love | 4.mjesto (182 bodova)
- 2019.: Sofia Ivan'ko | The Spirit of Music | 15.mjesto (59 bodova)
- 2020: Oleksandr Balabanov | Vidkryvai (Open Up) | 7.mjesto (106 bodova)
- 2021: Olena Usenko | Vazhil | 6.mjesto (125 bodova)
- 2022: Zlata Dzjun'ka | Nezlamna (Unbreakable) | 9.mjesto (111 bodova)
- 2023: Anastasija Dymyd | Kvitka | 5.mjesto (128 bodova)
- 2023: Artem Kotenko | Hear Me Now | 3.mjesto (203 bodova)